# NGC 7232
NGC 7232 је спирална галаксија у сазвежђу Ждрал која се налази на NGC листи објеката дубоког неба.
Деклинација објекта је - 45° 51' 1" а ректасцензија 22h 15m 37,6s. Привидна величина (магнитуда) објекта NGC 7232 износи 12,0 а фотографска магнитуда 12,9. Налази се на удаљености од 22,3000 милиона парсека од Сунца. NGC 7232 је још познат и под ознакама ESO 289-7, AM 2212-460, PGC 68431.